# 527
Раннє Середньовіччя. У Східній Римській імперії закінчилося правління Юстина I, розпочалося правління Юстиніана I. Наймогутнішими державами в Європі є Остготське королівство на Апеннінському півострові та Франкське королівство, розділене на частини між синами Хлодвіга. У Західній Галлії встановилося Бургундське королівство.
Іберію та частину Галлії займає Вестготське королівство, Північну Африку — Африканське королівство вандалів та аланів, у Тисо-Дунайській низовині лежить Королівство гепідів. В Англії розпочався період гептархії.
У Китаї період Північних та Південних династій. На півдні править династія Лян, на півночі — Північна Вей. В Індії правління імперії Гуптів. У Японії триває період Ямато. У Персії править династія Сассанідів.
На території лісостепової України в VI столітті виділяють пеньківську й празьку археологічні культури. VI століття стало початком швидкого розселення слов'ян. У Північному Причорномор'ї співіснують різні кочові племена, зокрема гуни, сармати, булгари, алани.

## Події
- 1 квітня візантійський імператор Юстин I, відчуваючи, що стара рана забирає в нього останні сили, призначив своїм співправителем Юстиніана I.
- 1 серпня Юстин I помер. Юстиніан I залишився єдиним імператором. Він реорганізував візантійське військо, зменшивши його чисельно, але покращивши вишкіл.
- Командувачем візантійських сил на перському кордоні призначено Велізарія.
- Утворилося королівство Ессекс на північ від Темзи в районі Лондона. (дата приблизна)
- Вторгнення слов'ян на Балканський півострів.
- Корейська держава Сілла формально прийняла буддизм.

## Померли
- Юстин I, візантійський імператор.